# جامعة تيمبل مدرسة الطب
مدرسة الطب بجامعة تيمبل (بالإنجليزية: Temple University School of Medicine)‏ هي إحدى الكليات لتدريس الطب في الولايات المتحدة الأمريكية. تقع في مدينة فيلادلفيا في ولاية بنسيلفانيا الأمريكية. نوع الشهادة الطبية التي يتم تحصيلها هناك هي دكتور في الطب.